# Phtheochroa pecosana
Phtheochroa pecosana es una especie de polilla de la familia Tortricidae. 

## Distribución
Se encuentra en Estados Unidos, donde se ha registrado desde Arizona, California, Colorado y Nuevo México.